# NickMusic
NickMusic é uma rede americana de televisão paga de propriedade da Paramount Media Networks, sob o controle editorial de sua rede infantil a cabo Nickelodeon. Faz parte da divisão Kids and Family da Paramount Media Networks e, principalmente, veicula videoclipes e programação relacionada à música pop que atraem o público-alvo da Nickelodeon, com alguns vídeos editados para atender a orientação parental.
Assim como as redes de videoclipes irmãs BET Jams, BET Soul e CMT Music, a NickMusic é baseado em uma programação automatizada que foi introduzida durante os primeiros anos da MTV2, com blocos de oito horas repetidos três vezes ao dia.

## História

### MTV Hits

#### História
A rede foi lançada em 1º de maio de 2002, com sua programação composta inteiramente por videoclipes. Assim como a MTV Jams, a rede foi nomeada por um programa diário na MTV, MTV Hits, que era seu principal programa de videoclipes pop. A rede composta de videoclipes de sucesso atual, junto com alguns vídeos mais antigos do início do ano, bem como alguns do final dos anos 1990.

#### MTV Hitlist (2005–2006)
Em 2005, começou a transmitir "My Hitlist Month", que era baseado em playlists selecionadas pelo espectador, enviadas pelo site da rede.

#### Playlistism (2006–2011)
Em 18 de dezembro de 2006, passou a exibir "Playlistism", composto por replays das playlist exibidas em outros anos, com a adição de playlists criadas por artistas e das redes irmãs MTV2, MTVU.

#### Últimas atividades
A rede interrompeu muitos dos programas de playlist ao longo de 2009 e 2010, mantendo o nome Playlistism até seu desuso em janeiro de 2011. O banner inferior esquerdo, que anteriormente exibia informações do conteúdo exibido, passou a ser dedicado a mensagens promocionais e um anúncio contínuo para o portal de videoclipes da rede, além da inclusão de conteúdos da MTV News.

#### Canal de streaming (2019–2020)
A marca voltou a ser usada pela Viacom em 13 de maio de 2019, como um canal da Apple TV+ e Amazon, cobrando US$ 5,99 mensais, e transmissão de programação do arquivo da MTV de meados da década de 1990 ao início de 2010. Nenhuma programa de videoclipe foi exibido pelo canal. A programação do serviço foi incorporada ao CBS All Access no outono de 2020 e, portanto, o canal de streaming foi descontinuado.

### NickMusic
Em 9 de setembro de 2016, o canal ficou sob o controle editorial da Nickelodeon e foi rebatizado como NickMusic (em conjunto com a rede de rádio online iHeartMedia conhecida como Nick Radio), tornando-se o último dos canais originais da MTV Networks Digital Suite a ter uma nova marca. O último videoclipe a ser transmitido no canal antes da reformulação da marca foi "Clint Eastwood", de Gorillaz, e o primeiro videoclipe no NickMusic foi "Happy", de Pharrell Williams. Alguns blocos antigos, como Videos We Heart, foram mantidos, embora um plano para a rede de ter slots de DJs convidados para estrelas mais jovens da música e séries da Nickelodeon nunca tenha ocorrido, junto com uma mudança do Top 10 do TeenNick. Foi também a última rede da MTV Digital Suite original composta exclusivamente de programação de videoclipes a encerrar o uso de uma marca da MTV nos Estados Unidos na época, embora a MTV Classic tenha retomado uma programação exclusivamente de vídeos no início de 2017.

## Disponibilidade
NickMusic está disponível na maioria dos provedores de TV paga, junto com Verizon FiOS e AT&T U-verse. É um dos poucos canais originais MTV Digital Suite remanescentes que não está disponível na DirecTV. A Time Warner Cable acrescentou os canais de música da MTV Digital Suite no verão de 2012, quando ela era chamada de "MTV Hits" como parte de um acordo mais amplo para dar ao aplicativo tablet da TWC acesso às redes da Viacom.

## Internacional

### Holanda, Bélgica e Europa Central
O canal foi lançado como Nick Hits em 2 de agosto de 2007 e foi rebatizado como Nick Music em 1 de fevereiro de 2017.
Em toda a Europa central, o feed holandês substituiu o MTV Music 24 em 1º de junho de 2021.

### Austrália e Nova Zelândia
Uma versão australiana da NickMusic foi lançada em 1 e 6 de julho de 2020 na Foxtel e Sky, respectivamente, como uma transmissão simultânea direta da versão holandesa. Na Austrália, o canal substituiu a antiga rede de música da Foxtel, [V].

### América Latina
O canal foi disponibilizado em alguns países da América Latina em 31 de agosto de 2020, substituindo VH1 MegaHits e Nicktoons em outros territórios.

### África
Em maio de 2021, a marca foi lançada como um programa de TV na Nicktoons.